# Мулуле
Мулуле (араб. مول هولة‎) — місто на півдні регіону Обок у Джибуті. Знаходиться на березі Червоного моря. 

## Географія
Місто розташоване на національному шосе RN-15, яке з'єднує Мулуле з Обоком, що знаходиться на відстані 70 км на південь. За 15 км на північ від Моулхоуле знаходиться кордон Джибуті з Еритреєю. За 325 км на південний захід від Мулуле знаходиться місто Джибуті.

## Історія
26 травня 1991 року війська Ефіопії увійшли на територію Джибуті та захопили Мулуле в тому числі. 